# Márcio Labre
Márcio da Silveira Labre (Rio de Janeiro, 27 de fevereiro de 1974), ou simplesmente Márcio Labre, é um político, empresário e jornalista brasileiro filiado ao Partido Liberal (PL). É conhecido pelo seus vídeos no Youtube, onde atuou por cerca de três anos antes do período eleitoral.
Nas eleições de 2018, foi eleito deputado federal pelo estado do Rio de Janeiro com 46.934 votos em campanha majoritariamente bancada por financiamento coletivo online.

## Atuação parlamentar

### Revisão das Anistias
Em 5 de fevereiro de 2019 protocolou o Projeto de Lei 259/2019 em que propõe a revisão minuciosa das pensões dadas aos anistiados. Segundo o deputado federal os custos das pensões para os anistiados podem chegar a 15 bilhões de reais.

## Controvérsias

### Contraceptivos
No primeiro dia de mandato como deputado federal, enviou um projeto de lei que propunha proibir a venda, distribuição, propaganda e doação de alguns anticoncepcionais, tais como o DIU, Norpant e entre outros, sob a justificativa de serem "micro-abortivos".
O Projeto de Lei 261/2019 causou grande polêmica e repercussão, com isso o parlamentar decidiu retirar o projeto de lei, dizendo que era  "necessário aprofundar o terma apresentado". De acordo com o parlamentar, houvera um erro legislativo, em que um dos seus assessores protocolou o referido projeto de lei que fora sugerido ao deputado federal e ainda não havia sido revisado nem aprovado por ele. A polêmica ficou conhecido nos bastidores como "Eu assino pelo meu gabinete" graças ao vídeo de esclarecimento que o deputado federal publicou dizendo que assumia o erro e que tomou as medidas para corrigi-lo.

### Cassação de Flordelis
Em 8 de Junho de 2021, Labre foi o único integrante do Conselho de Ética da Câmara dos Deputados a votar contra a cassação do mandato da deputada Flordelis, acusada de mandar matar o marido, Anderson do Carmo.

## Histórico Eleitoral
| Ano  | Eleição                    | Partido | Cargo            | Votos  | %     | Resultado  | Ref    |
| ---- | -------------------------- | ------- | ---------------- | ------ | ----- | ---------- | ------ |
| 2018 | Estadual do Rio de Janeiro | PSL     | Deputado Federal | 46.934 | 0,61% | Eleito     | [ 1 ]  |
| 2022 | Estadual do Rio de Janeiro | PL      | Deputado Federal | 2.501  | 0,03% | Não Eleito | [ 11 ] |